# Stade Ahmed-Zabana
Le stade Ahmed-Zabana (en arabe :  ملعب أحمد زبانة), est un stade municipal omnisports dont la capacité est de 40 000 places assises et revêtu en gazon artificiel.
Il est situé dans le quartier d'El Hamri à Oran en Algérie. Le nom du stade a été donné en l'honneur d’Ahmed Zabana. Les clubs domiciliés sont le MC Oran pour le football. Le club de rugby à XV, le Stade oranais est programmé lui aussi pour être domicilié au stade, il est en attente du lancement du premier championnat national de rugby.

## Histoire

### Construction
La construction du stade a débuté en 1955 sous les auspices du maire d’Oran, Henri Fouques-Duparc, dans le quartier Lyautey arrondissement d'El Hamri d'une capacité de 40 000 places assises. Le stade est inauguré le 5 mai 1957 sous le nom du « Parc municipal des sports » mais il portera par la suite le nom de son fondateur, le « Stade Henri-Fouques-Duparc » jusqu'à l'indépendance de l'Algérie.
En 1962, le stade sera baptisé « Stade municipal », et était considéré à l'époque comme le plus grand stade d'Afrique. Il sera nommé par la suite, « Stade du 19-Juin-1965 » en référence à la date du coup d'État perpétré par Houari Boumédiène contre Ahmed Ben Bella. Le 25 novembre 1992, cette infrastructure sera rebaptisée au nom de Ahmed Zabana par le président de la République, Mohamed Boudiaf, à l'occasion de la finale de la coupe d'Algérie de la même année remportée par la JS Kabylie face à l'ASO Chlef.

### Rénovations
Géré depuis l'indépendance du pays par l'OPOW, le stade a bénéficié de plusieurs opérations de rénovation. Durant la saison 1974-1975, il est revêtu en gazon synthétique.
En mars 1988, le stade se dota d'une pelouse en gazon naturel et abrita par la suite le match retour MC Oran et Raja de Casablanca (Maroc) pour le compte de la finale de la coupe d'Afrique des clubs champions de 1989. Mais le mauvais entretien de la pelouse due à la mauvaise gestion et la négligence des responsables du sport a poussé ces derniers à le remplacer par du gazon synthétique à nouveau. En 2002, il est fermé à nouveau pour travaux de rénovation après avoir été retenu pour les rencontres de football féminin des Jeux panarabes de 2004.
Au mois de janvier 2008, il a subi des rénovations pour le rendre compatible avec la pratique du rugby à XV. Il a été doté d'une pelouse artificielle de cinquième (5e) génération, d'éclairage, d'un nouveau tableau d'affichage électronique, des réparations des canalisation et de la restauration des gradins pour ouvrir en septembre 2009.
En 2013, Il est rénové à deux reprises, la première avant la Coupe d'Afrique des nations juniors 2014 qu'Oran organise conjointement avec Aïn Témouchent. La deuxième consistait à la pose de nouveaux sièges réduisant sa capacité à 32 000 places assises.
En 2019, le ministère des Sports algérien a décidé la reconversion à nouveau la pelouse du stade Ahmed-Zabana en gazon naturel, en préparation de l'organisation du Championnat d'Afrique des nations 2022 ainsi que ceux des Jeux méditerranéens de 2022.

## Matchs et événements importants

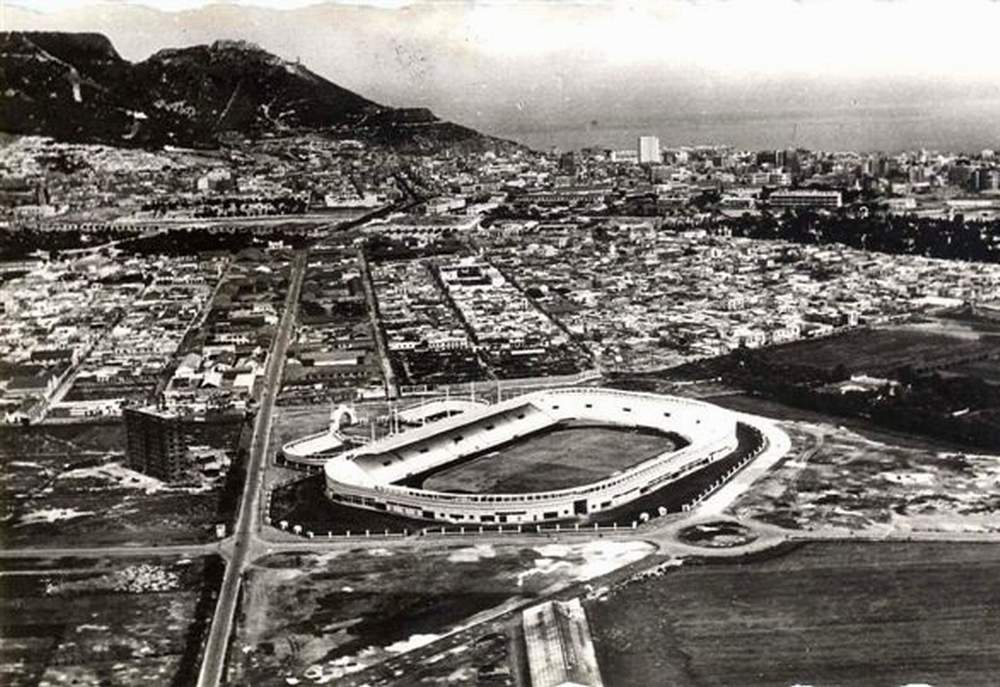
Stade Ahmed-Zabana.

Avant l'indépendance de l'Algérie, le stade Ahmed-Zabana qui était le plus grand stade du pays abritait la plupart des rencontres importantes et internationales. Après, les grandes rencontres ont été délocalisées vers le stade du 20 août 1955 avant l'inauguration du stade du 5-Juillet-1962 le 17 juin 1972 qui est devenu depuis l'enceinte principale du pays.

### Matchs internationaux

#### Finale de la coupe des clubs champions 1958-1959: Real Madrid et Stade de Reims
Parmi les grands événements abrités : le tournoi regroupant les deux finalistes de la Coupe des clubs champions européens 1958-1959 : le Real Madrid et le Stade de Reims.
Un grand match de gala entre le Real Madrid, Champion d’Europe en titre, et le Stade de Reims le finaliste.

##### Composition des deux équipes
Real Madrid : Alonzon, Attenza, Marquitos, Santamaría, Zárraga, Santisteban, Lesmes, Di Stéfano, Joeitos, Mateos, Kopa, Gento, Puskás.
Stade de Reims : Colonna, Giraudo, Vincent, Rodzik, Leblond, Lamartine, Fontaine, Bliard, Penverne, Piantoni, Jonquet.

#### Match amical Algérie-Brésil (17 juin 1965)
Le Match Amical du siècle en Algérie opposant les équipes d'Algérie au Brésil a été joué au stade municipal (Ahmed Zabana) devant 60 000 spectateurs. Le président algérien Ahmed Ben Bella, lui même ancien joueur de l'Olympique de Marseille était présent pour saluer les champions du monde de l'Équipe du Brésil.

##### Composition des deux équipes
Brésil :  Manga - Djalma Santos, Bellini, Orlando Peçanha, Altair - Dudu I, Ademir da Guia (Gérson) - Garrincha, Flávio, Pelé (Bianchini), Rinaldo, Vavá. Entraîneur : Vicente Feola.
 Algérie : Zerga - Melaksou, Bourouba, Zitouni, Salem - Lekkak, Defnoun - Soukhane, Mekhloufi, Oudjani, Mattem (Firuk), Nassou, Hachouf, Attoui, Bouhizeb, Ould-Bey. Entraîneur : Abderrahmane Ibrir. Arbitrage de M. Antonio Piaz (Espagne).

#### Match amical Algérie-Santos FC (9 février 1969)
Le roi Pelé revient pour la deuxième fois à Oran après son premier match disputé en 1965 avec l'équipe du Brésil mais cette fois-ci avec le club brésilien Santos FC, vainqueur de la Copa Libertadores d'Amérique du Sud et qui affronta à nouveau l'équipe d'Algérie.

##### Composition des deux équipes
Algérie : Abrouk, Hadefi, Attoui, Seridi, Khiari, Bourouba, Berroudji, Selmi, Khalem (Freha), Saheb, Achour.
 Santos FC : Claudio, Edu, Lima, Pelé, Maria, Tothino...

### Matchs Importants

#### Football

##### Clubs
| Date             | Match                                     | Résultat        | Type                                                     |
| ---------------- | ----------------------------------------- | --------------- | -------------------------------------------------------- |
| 5 mai 1957       | Stade de Reims - AS Saint-Étienne         | 1 - 1           | Inauguration du Stade                                    |
| 8 mai 1958       | Stade de Reims - Real Madrid              | 2 - 5           | Amical                                                   |
| 25 mai 1958      | SC Bel-Abbès - AS Saint-Eugène            | 4 - 0           | Coupe d'Algérie (époque coloniale) 1957-1958 (Finale)    |
| 1959             | OGC Nice - Atlético Madrid                | -               | Amical                                                   |
| 1959             | SC Bel-Abbès - Stade rennais UC           | 0 - 1 (a.p.)    | Coupe de France 1958-1959 (Trente-deuxième de finale)    |
| 1959             | RC Paris - US Forbach                     | 6 - 2           | Coupe de France 1958-1959 (Seizième de finale)           |
| 22 février 1959  | Olympique lyonnais - Stade de Reims       | 3 - 1 (a.p.)    | Coupe de France 1958-1959 (Huitième de finale)           |
| 5 avril 1959     | SC Bel-Abbès - SS La Marsa                | 1 - 0           | Coupe d'Algérie (époque coloniale) 1958-1959 (Finale)    |
| 12 avril 1959    | FC Sochaux-Montbéliard - Stade rennais UC | 2 - 1           | Coupe de France 1958-1959 (Demi-finale)                  |
| 24 décembre 1959 | Stade de Reims - Real Madrid              | 1 - 2           | Match gala des deux finalistes Européens                 |
| 1960             | Stade de Reims - Real Madrid              | 1 - 3           | Amical                                                   |
| 16 mai 1961      | Perrégauloise SC - GS Alger               | 2 - 1           | Coupe d'Algérie (époque coloniale) 1960-1961 (Finale)    |
| 30 mars 1966     | CR Vasco da Gama - Real Madrid            | 0 - 1           | Trophée de l'Aid El Kébir 1966 (Demi-finale)             |
| 31 mars 1966     | FC Nantes - Real Madrid                   | 0 - 1           | Trophée de l'Aid El Kébir 1966 (Finale)                  |
| 15 décembre 1989 | MC Oran - Raja Casablanca                 | 1 - 0 (2 - 4 p) | Coupe des clubs champions africains 1989 (Finale retour) |
| 25 juin 1992     | JS Kabylie - ASO Chlef                    | 1 - 0           | Coupe d'Algérie 1991-1992 (Finale)                       |
| 30 mai 1999      | MC Alger - JS Kabylie                     | 1 - 0 (a.p.)    | Championnat d'Algérie de football 1998-1999 (Finale)     |

##### Équipe nationale
| Date             | Match                     | Résultat        | Type                                                   |
| ---------------- | ------------------------- | --------------- | ------------------------------------------------------ |
| 15 mai 1960      | France - Belgique         | 1 - 1           | Coupe du monde militaire 1960 (Tournois final)         |
| 15 mai 1960      | Turquie - Grèce           | 1 - 0           | Coupe du monde militaire 1960 (Tournois final)         |
| 19 mai 1960      | Belgique - Grèce          | 2 - 2           | Coupe du monde militaire 1960 (Tournois final)         |
| 19 mai 1960      | France - Turquie          | 0 - 0           | Coupe du monde militaire 1960 (Tournois final)         |
| 22 mai 1960      | Grèce - France            | 3 - 2           | Coupe du monde militaire 1960 (Tournois final)         |
| 22 mai 1960      | Belgique - Turquie        | 1 - 0           | Coupe du monde militaire 1960 (Tournois final)         |
| 26 février 1963  | Algérie - Tchécoslovaquie | 0 - 2           | Amical                                                 |
| 28 février 1963  | Algérie - Tchécoslovaquie | 4 - 0           | Amical                                                 |
| 7 juillet 1963   | Algérie - Égypte          | 2 - 2           | Amical                                                 |
| 8 novembre 1964  | Algérie - Roumanie        | 1 - 0           | Amical                                                 |
| 17 juin 1965     | Algérie - Brésil          | 0 - 3           | Amical                                                 |
| 12 mars 1967     | Algérie - Mali            | 1 - 0           | Qualifications à la CAN 1968 (1er tour - Groupe 2)     |
| 9 février 1969   | Algérie - Santos FC       | 1 - 1           | Amical                                                 |
| 6 avril 1975     | Algérie - Tunisie         | 1 - 2           | Qualifications à la CAN 1976 (1er tour - retour)       |
| 13 juin 1980     | Algérie - Sierra Leone    | 3 - 1           | Qualifications à la CM 1982 (1er tour - retour)        |
| 3 avril 1981     | Algérie - Sénégal         | 2 - 0           | Amical                                                 |
| 10 avril 1981    | Algérie - Mali            | 5 - 1           | Qualifications à la CAN 1982 (1er tour - aller)        |
| 30 août 1981     | Algérie - Burkina Faso    | 7 - 0           | Qualifications à la CAN 1982 (2e tour - aller)         |
| 14 août 1992     | Algérie - Guinée-Bissau   | 3 - 1           | Qualifications à la CAN 1994 (Tour prelim. - Groupe 3) |
| 27 mars 2005     | Algérie - Rwanda          | 1 - 0           | Qualifications à la CM / CAN 2006 (2e tour - Groupe 4) |
| 19 juin 2005     | Algérie - Zimbabwe        | 2 - 2           | Qualifications à la CM / CAN 2006 (2e tour - Groupe 4) |
| 4 septembre 2005 | Algérie - Nigeria         | 2 - 5           | Qualifications à la CM / CAN 2006 (2e tour - Groupe 4) |
| 17 mars 2013     | Nigeria - Mali            | 0 - 1           | CAN junior 2013 (1er tour - Groupe B)                  |
| 17 mars 2013     | RD Congo - Gabon          | 0 - 0           | CAN junior 2013 (1er tour - Groupe B)                  |
| 20 mars 2013     | Mali - RD Congo           | 2 - 1           | CAN junior 2013 (1er tour - Groupe B)                  |
| 20 mars 2013     | Gabon - Nigeria           | 0 - 1           | CAN junior 2013 (1er tour - Groupe B)                  |
| 23 mars 2013     | Nigeria - RD Congo        | 3 - 1           | CAN junior 2013 (1er tour - Groupe B)                  |
| 23 mars 2013     | Mali - Gabon              | 0 - 2           | CAN junior 2013 (1er tour - Groupe B)                  |
| 26 mars 2013     | Ghana - Mali              | 0 - 0 (4 - 2 p) | CAN junior 2013 (Demi-finale)                          |
| 29 mars 2013     | Nigeria - Mali            | 2 - 1           | CAN junior 2013 (3e place)                             |
| 30 mars 2013     | Ghana - Égypte            | 1 - 1 (4 - 5 p) | CAN junior 2013 (Finale)                               |
| 26 juin 2022     | Italie - Portugal         | 1 - 0           | Jeux méditerranéens 2022 (1er tour - Groupe B)         |
| 28 juin 2022     | Espagne - France          | 1 - 1           | Jeux méditerranéens 2022 (1er tour - Groupe A)         |
| 30 juin 2022     | Algérie - France          | 2 - 3           | Jeux méditerranéens 2022 (1er tour - Groupe A)         |

#### Rugby
| Date             | Match             | Résultat | Type                             |
| ---------------- | ----------------- | -------- | -------------------------------- |
| 18 décembre 2015 | Algérie - Tunisie | 16 - 6   | Amical                           |
| 17 décembre 2016 | Algérie - Maroc   | 11 - 12  | Tri-nations maghrébin (Tournois) |
| 21 décembre 2016 | Maroc - Tunisie   | 14 - 12  | Tri-nations maghrébin (Tournois) |
| 24 décembre 2016 | Algérie - Tunisie | 15 - 16  | Tri-nations maghrébin (Tournois) |

## Clubs actuels
- ASM Oran : session football (en attente)
- Stade oranais : session rugby (en attente)